# Szőlősardó
Szőlősardó ist eine ungarische Gemeinde im Kreis Edelény im  Komitat Borsod-Abaúj-Zemplén.

## Geografische Lage
Szőlősardó liegt in Nordungarn, 40 Kilometer nordwestlich des Komitatssitzes Miskolc und 18,5 Kilometer  nordwestlich der Kreisstadt Edelény an dem Fluss Rét-patak. Nachbargemeinden sind Teresztenye, Tornakapolna, Varbóc, Alsótelekes, Felsőtelekes und Kánó.

## Geschichte
Im Jahr 1907 gab es in der damaligen Kleingemeinde 91 Häuser und 429 Einwohner auf einer Fläche von 1854 Katastraljochen. Sie gehörte zur damaligen Zeit zum Bezirk  Torna im Komitat Abaúj-Torna.

## Sehenswürdigkeiten
- Reformierte Kirche, erbaut 1726

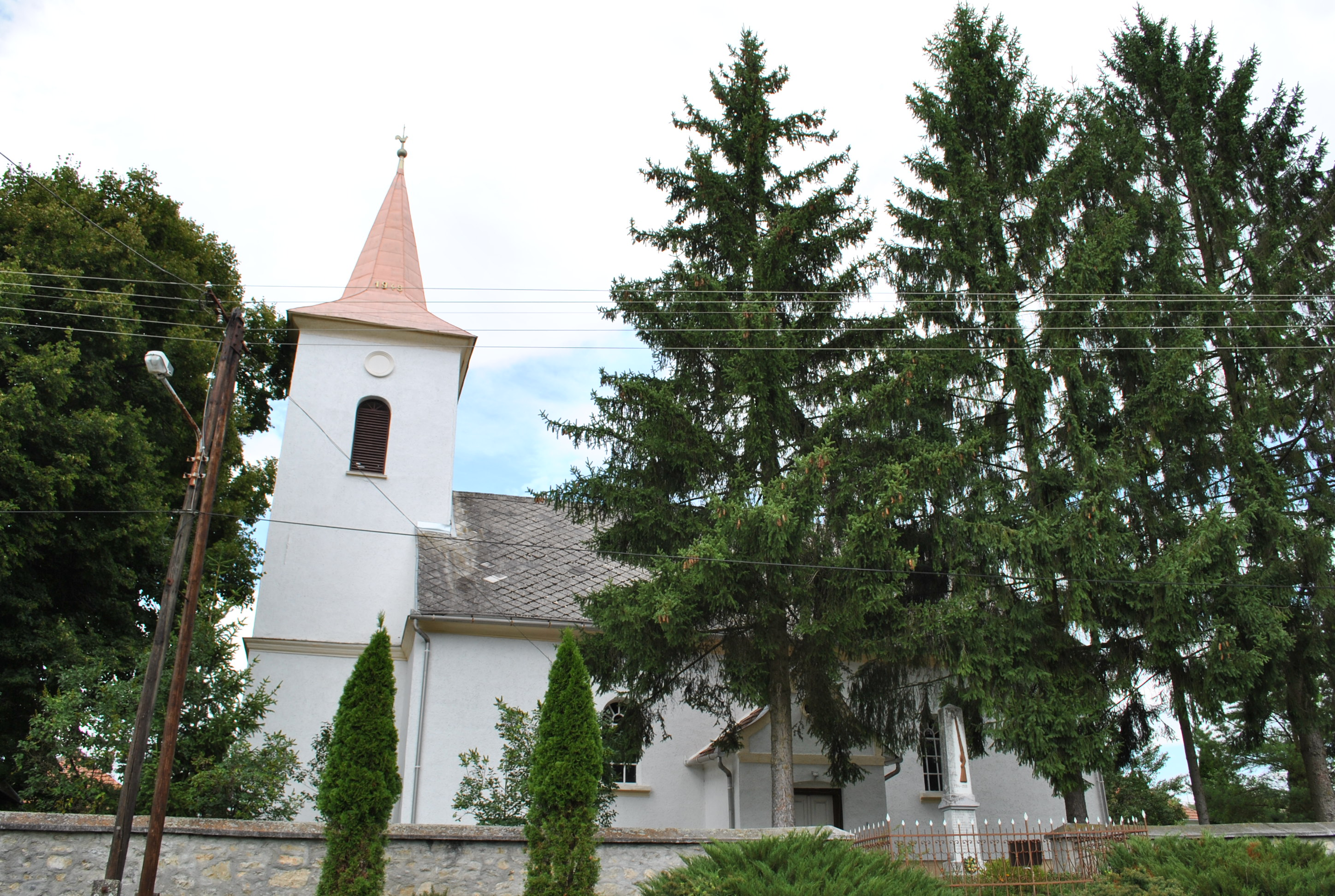
Reformierte Kirche
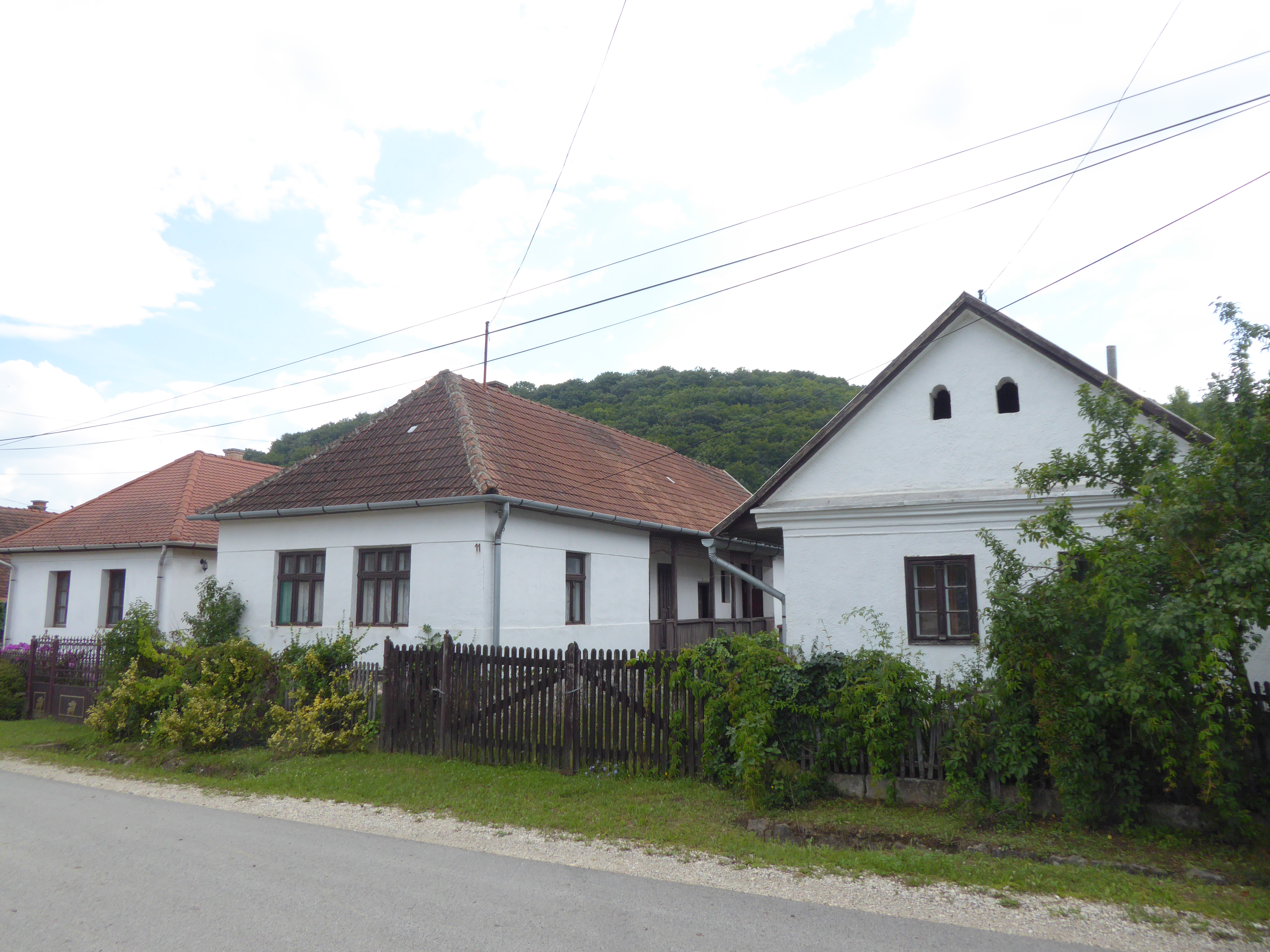
Wohnhäuser in Szőlősardó

## Verkehr
Durch Szőlősardó verläuft die Nebenstraße Nr. 26109. Es bestehen Busverbindungen nach Teresztenye, Égerszög, Kánó sowie nach Perkupa, wo sich der nächstgelegene Bahnhof befindet.